# Arela
Arela je malý subareál, resp. malý ostrůvek areálu – území, na kterém je rozšířen určitý živočišný nebo rostlinný druh (případně jiný taxon). Vzniká nejčastěji ústupem původně rozsáhlého areálu, který je zapříčiněn ekologickými faktory. 
Některé taxony mají nesouvislý areál tvořený mnoha arelami, jiné pouze jednou (monotopní areál) či několika málo arelami (oligotopní areál).

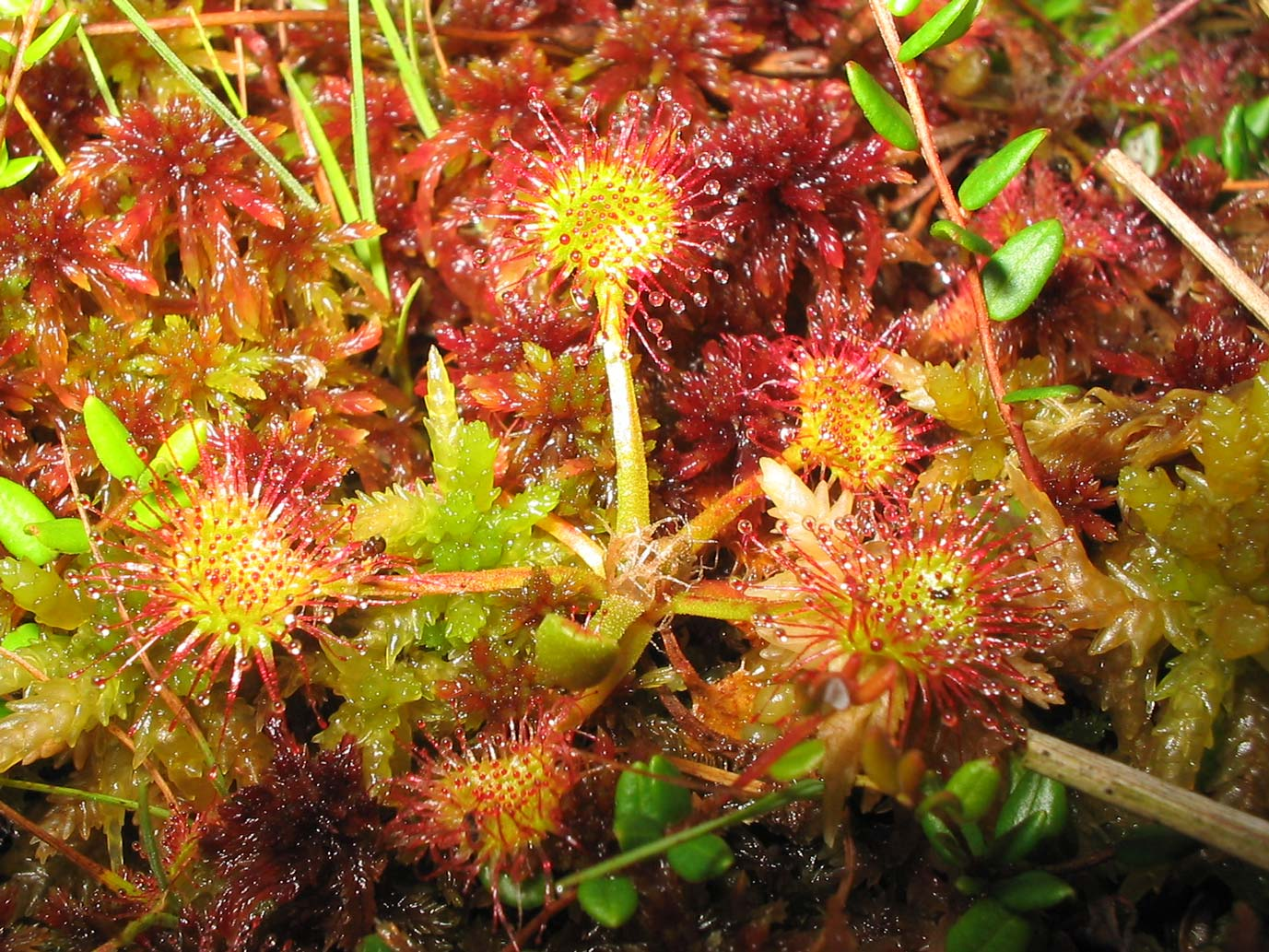
Rosnatka okrouhlolistá (Drosera rotundifolia)
Eurychorní areál rosnatky (Drosera sp.)